# Celia Burleighová
Celia Burleighová (18. září 1826 Cazenovia, New York – 25. července 1875 Syracuse) byla americká novinářka a publicistka, pedagožka, propagátorka koedukovaného školství a moderních forem ženského odívání, bojovnice za práva dětí a žen (sufražistka) a také historicky první unitářská žena jako duchovní v amerických i celosvětových dějinách. Rovněž podporovala právo žen a mužů na rozvod, pokud se jejich vztah stal nefunkčním.
Manželství podle jejího názoru nemělo být vězením. Sama se dvakrát rozvedla. Teprve její třetí vztah s americkým unitářským publicistou a autorem řady podnes ceněných unitářských písní Williamem Henry Burleighem se ukázal jako šťastný a osudový. Burleigh svou ženu, kterou znal jako schopnou řečnici, podněcoval k duchovenské dráze. Celia však jeho rozhodnutí paradoxně uposlechla až po manželově smrti. Po zkušebním kazatelském působení byla 5. října 1871 ordinována řádnou unitářskou reverendkou v connecticutském městě Brooklyn. Její život předčasně ukončila tehdy dosud jen obtížně léčitelná rakovina prsu, jíž podlehla 25. července 1875.